# اچ‌ام‌اس ایندوس (۱۸۳۹)
اچ‌ام‌اس ایندوس (۱۸۳۹) (به انگلیسی: HMS Indus (1839)) یک کشتی بود که طول آن ۱۸۸ فوت ۶ اینچ (۵۷٫۴۵ متر) بود. این کشتی در سال ۱۸۳۹ ساخته شد.